# Swiss Open Gstaad 2001 - Qualificazioni singolare
Le qualificazioni del singolare  dello  Swiss Open Gstaad 2001 sono state un torneo di tennis preliminare per accedere alla fase finale della manifestazione. I vincitori dell'ultimo turno sono entrati di diritto nel tabellone principale. In caso di ritiro di uno o più giocatori aventi diritto a questi sono subentrati i lucky loser, ossia i giocatori che hanno perso nell'ultimo turno ma che avevano una classifica più alta rispetto agli altri partecipanti che avevano comunque perso nel turno finale.
Le qualificazioni del torneo Swiss Open Gstaad 2001 prevedevano 32 partecipanti di cui 4 sono entrati nel tabellone principale.

## Teste di serie
1. Juan-Albert Viloca-Puig (secondo turno)
2. Feliciano López (ultimo turno)
3. Werner Eschauer (Qualificato)
4. Lorenzo Manta (Qualificato)

1. Andrej Čerkasov (secondo turno)
2. Herbert Wiltschnig (secondo turno)
3. Oscar Burrieza-Lopez (Qualificato)
4. Jun Kato (ultimo turno)

## Qualificati
1. Mario Radić
2. Oscar Burrieza-Lopez

1. Werner Eschauer
2. Lorenzo Manta

## Tabellone

### Legenda
| - Q = Qualificato - WC = Wild card - LL = Lucky loser | - ALT = Alternate - SE = Special Exempt - PR = Protected Ranking | - w/o = Walkover - r = Ritirato - d = Squalificato |

### Sezione 1
|  | Primo turno      | Primo turno      | Primo turno      | Primo turno | Primo turno |  |  | Secondo turno | Secondo turno           | Secondo turno           | Secondo turno | Secondo turno |   |   | Ultimo turno | Ultimo turno | Ultimo turno | Ultimo turno | Ultimo turno |  |
|  |                  |                  |                  |             |             |  |  |               |                         |                         |               |               |   |   |              |              |              |              |              |  |
|  |                  |                  |                  |             |             |  |  |               |                         |                         |               |               |   |   |              |              |              |              |              |  |
|  |                  |                  |                  |             |             |  |  | 1             | Juan-Albert Viloca-Puig | Juan-Albert Viloca-Puig | 6(1)          | 1             |   |   |              |              |              |              |              |  |
|  | Mario Radić      | Mario Radić      | Mario Radić      | 6           | 6           |  |  |               | Mario Radić             | Mario Radić             | 7             | 6             |   |   |              |              |              |              |              |  |
|  | Jason Weir-Smith | Jason Weir-Smith | Jason Weir-Smith | 2           | 4           |  |  |               |                         |                         |               |               |   |   |              | Mario Radić  | 64           | 6            | 6            |  |
|  | Christopher Kas  | Christopher Kas  | Christopher Kas  | 6           | 6           |  |  |               |                         | 8                       | Jun Kato      | 7             | 4 | 2 |              |              |              |              |              |  |
|  | George Bezecny   | George Bezecny   | George Bezecny   | 4           | 4           |  |  |               | Christopher Kas         | Christopher Kas         | 62            | 2             |   |   |              |              |              |              |              |  |
|  | 8                | Jun Kato         | Jun Kato         | 7           | 6           |  |  | 8             | Jun Kato                | Jun Kato                | 7             | 6             |   |   |              |              |              |              |              |  |
|  |                  | Vincent Allegre  | Vincent Allegre  | 5           | 2           |  |  |               |                         |                         |               |               |   |   |              |              |              |              |              |  |

### Sezione 2
|  | Primo turno          | Primo turno          | Primo turno          | Primo turno | Primo turno |  |  | Secondo turno | Secondo turno        | Secondo turno        | Secondo turno        | Secondo turno        |   |   | Ultimo turno | Ultimo turno    | Ultimo turno    | Ultimo turno | Ultimo turno |  |
|  |                      |                      |                      |             |             |  |  |               |                      |                      |                      |                      |   |   |              |                 |                 |              |              |  |
|  |                      |                      |                      |             |             |  |  |               |                      |                      |                      |                      |   |   |              |                 |                 |              |              |  |
|  |                      |                      |                      |             |             |  |  | 2             | Feliciano López      | Feliciano López      | 6                    | 6                    |   |   |              |                 |                 |              |              |  |
|  | Thomas Schneiter     | Thomas Schneiter     | Thomas Schneiter     | 6           | 6           |  |  |               | Thomas Schneiter     | Thomas Schneiter     | 4                    | 4                    |   |   |              |                 |                 |              |              |  |
|  | Paul Hanley          | Paul Hanley          | Paul Hanley          | 1           | 2           |  |  |               |                      |                      |                      |                      |   |   | 2            | Feliciano López | Feliciano López | 3            | 2            |  |
|  | Carlos Cuadrado      | Carlos Cuadrado      | Carlos Cuadrado      | 7           | 6           |  |  |               |                      | 7                    | Oscar Burrieza-Lopez | Oscar Burrieza-Lopez | 6 | 6 |              |                 |                 |              |              |  |
|  | Jean-Claude Scherrer | Jean-Claude Scherrer | Jean-Claude Scherrer | 5           | 0           |  |  |               | Carlos Cuadrado      | Carlos Cuadrado      | 2                    | 1                    |   |   |              |                 |                 |              |              |  |
|  |                      |                      |                      |             |             |  |  | 7             | Oscar Burrieza-Lopez | Oscar Burrieza-Lopez | 6                    | 6                    |   |   |              |                 |                 |              |              |  |
|  |                      |                      |                      |             |             |  |  |               |                      |                      |                      |                      |   |   |              |                 |                 |              |              |  |

### Sezione 3
|  | Primo turno       | Primo turno       | Primo turno      | Primo turno | Primo turno |  |  | Secondo turno | Secondo turno     | Secondo turno     | Secondo turno | Secondo turno |   |   | Ultimo turno | Ultimo turno    | Ultimo turno    | Ultimo turno | Ultimo turno |  |
|  |                   |                   |                  |             |             |  |  |               |                   |                   |               |               |   |   |              |                 |                 |              |              |  |
|  |                   |                   |                  |             |             |  |  |               |                   |                   |               |               |   |   |              |                 |                 |              |              |  |
|  |                   |                   |                  |             |             |  |  | 3             | Werner Eschauer   | Werner Eschauer   | 6             | 6             |   |   |              |                 |                 |              |              |  |
|  | Konstantin Gruber | Konstantin Gruber | 7                | 62          | 7           |  |  |               | Konstantin Gruber | Konstantin Gruber | 2             | 1             |   |   |              |                 |                 |              |              |  |
|  | Michael Berrer    | Michael Berrer    | 5                | 7           | 6           |  |  |               |                   |                   |               |               |   |   | 3            | Werner Eschauer | Werner Eschauer | 6            | 6            |  |
|  | Luis Morejon      | Luis Morejon      | Luis Morejon     | 6           | 6           |  |  |               |                   |                   | Luis Morejon  | Luis Morejon  | 4 | 2 |              |                 |                 |              |              |  |
|  | Peter-John Nomdo  | Peter-John Nomdo  | Peter-John Nomdo | 3           | 3           |  |  |               | Luis Morejon      | 3                 | 6             | 6             |   |   |              |                 |                 |              |              |  |
|  |                   |                   |                  |             |             |  |  | 5             | Andrej Čerkasov   | 6                 | 4             | 2             |   |   |              |                 |                 |              |              |  |
|  |                   |                   |                  |             |             |  |  |               |                   |                   |               |               |   |   |              |                 |                 |              |              |  |

### Sezione 4
|  | Primo turno    | Primo turno    | Primo turno    | Primo turno | Primo turno |  |  | Secondo turno | Secondo turno      | Secondo turno      | Secondo turno | Secondo turno |   |   | Ultimo turno | Ultimo turno  | Ultimo turno  | Ultimo turno | Ultimo turno |  |
|  |                |                |                |             |             |  |  |               |                    |                    |               |               |   |   |              |               |               |              |              |  |
|  |                |                |                |             |             |  |  |               |                    |                    |               |               |   |   |              |               |               |              |              |  |
|  |                |                |                |             |             |  |  | 4             | Lorenzo Manta      | Lorenzo Manta      | 7             | 7             |   |   |              |               |               |              |              |  |
|  | Dušan Vemić    | Dušan Vemić    | Dušan Vemić    | 6           | 7           |  |  |               | Dušan Vemić        | Dušan Vemić        | 65            | 611           |   |   |              |               |               |              |              |  |
|  | Daniel Orsanic | Daniel Orsanic | Daniel Orsanic | 3           | 65          |  |  |               |                    |                    |               |               |   |   | 4            | Lorenzo Manta | Lorenzo Manta | 6            | 6            |  |
|  | Nathan Healey  | Nathan Healey  | Nathan Healey  | 6           | 6           |  |  |               |                    |                    | Nathan Healey | Nathan Healey | 4 | 3 |              |               |               |              |              |  |
|  | Michael Lammer | Michael Lammer | Michael Lammer | 4           | 4           |  |  |               | Nathan Healey      | Nathan Healey      | 6             | 7             |   |   |              |               |               |              |              |  |
|  |                |                |                |             |             |  |  | 6             | Herbert Wiltschnig | Herbert Wiltschnig | 3             | 64            |   |   |              |               |               |              |              |  |
|  |                |                |                |             |             |  |  |               |                    |                    |               |               |   |   |              |               |               |              |              |  |